# ارثر سورين
ارثر سورين (1 نوفمبر 1985 بلافال في فرنسا - ) (بالفرنسية: Arthur Sorin)‏ هو لاعب كرة قدم فرنسي في مركز الدفاع. لعب مع آرهوس جمناستيك فورينينغ وستاد رين ونادي سيدان ونادي فان ونادي كالمار.

## وصلات خارجية
- ارثر سورين على موقع قاعدة بيانات كرة القدم.إي يو (الإنجليزية)
- ارثر سورين على موقع Soccerway.com (الإنجليزية)
- ارثر سورين على موقع عالم كرة القدم.نت (الإنجليزية)